# RGG 118
RGG 118 o SDSS J152304.96+114553.6 (abbreviato SDSS J1523+1145) è una galassia nana situata in direzione della costellazione del Serpente alla distanza di circa 340 milioni di anni luce.
Il suo nome deriva dalle iniziali degli scienziati che l'hanno scoperta nel 2013, catalogata con il numero 118 su un totale 151 galassie riportate nell'articolo pubblicato.
La galassia ha una massa equivalente a 2,5 x 109 masse solari.
Al centro si trova un buco nero supermassiccio con una massa di 50.000 masse solari, la qual cosa ne fa il più piccolo buco nero supermassiccio conosciuto.